# Tiffani Thiessen
Tiffani Thiessen, nome completo Tiffani-Amber Thiessen (Long Beach, 23 gennaio 1974), è un'attrice statunitense.
Famosa grazie alle serie televisive Bayside School, Beverly Hills 90210 e White Collar, l'attrice è ricordata anche per la sua partecipazione ai film Shriek - Hai impegni per venerdì 17? ed Hollywood Ending.

## Biografia
Tiffani Thiessen è figlia di un imprenditore di parchi, Frank Thiessen, e di una casalinga, Robyn Ernest, secondogenita di tre figli. Inizia la sua carriera a soli 8 anni grazie allo zio Roger, che accortosi della sua bellezza le consiglia di partecipare a diversi spettacoli e concorsi di bellezza. Nel 1987, dopo aver vinto diverse fasce, viene incoronata "Miss America Junior". Nel 1989, dopo vari servizi fotografici e diversi spot (tra cui uno per "Barbie Fior di pesco"), Tiffani ottiene la parte di Kelly Kapowski nella popolare serie Bayside School.

### Dagli inizi al 2004
Nel 1994 viene chiamata a sostituire Shannen Doherty in Beverly Hills 90210, dove interpreta la perfida e manipolatrice Valerie Malone, personaggio che le darà grande notorietà. Abbandona i panni della nemica di Kelly nel 1998, dopo 4 stagioni e 136 episodi. Contemporaneamente Tiffani coltiva la sua carriera cinematografica partecipando a cinque pellicole. La prima nel 1992, Chi ha ucciso mia figlia? un film drammatico basato su una storia vera al fianco di Patty Duke, altri invece a partire dal 1995, che la vedono sempre interpretare il ruolo da protagonista.
Un grave lutto la colpisce nel 1999, quando l'attore David Strickland, suo fidanzato, si suicida in una camera d'albergo. Dal 1998 al 2002 reciterà in 8 pellicole, senza comunque abbandonare mai il campo televisivo. Nel 2000 torna nella serie "Beverly Hills 90210", per l'episodio finale del telefilm.
Nel 2001 il produttore Aaron Spelling le offre il ruolo di Paige Matthews in Streghe, ruolo che Tiffani rifiuta. La parte verrà affidata a Rose McGowan. Nel 2000, dopo essere apparsa nel film Dal tramonto all'alba 2 - Texas, sangue e denaro, interpreta un'esuberante e curiosa giornalista in Shriek - Hai impegni per venerdì 17?. Dopo aver interpretato la commedia The Ladies Man - L'idolo delle donne, nel 2002 partecipa al film di Woody Allen Hollywood Ending, interpretando un'attrice sensuale, personaggio che Allen scrive per lei, dopo averla scartata al provino per il ruolo che fu poi assegnato a Debra Messing.
Nel 2003 Tiffani torna al piccolo schermo interpretando il ruolo di Billie nella serie televisiva Fastlane; la serie fu cancellata dopo una sola stagione per i costi di produzione troppo elevati, ma la Thiessen riuscì ugualmente a guadagnarsi una candidatura per il ruolo interpretato. Subito dopo viene ingaggiata dai produttori della serie americana Good Morning Miami. Il suo personaggio avrebbe dovuto essere presente solo in alcuni episodi, ma poi la sua partecipazione alla serie venne allargata a 11 episodi per poi entrare definitivamente nel cast.

### Dal 2005 ad oggi

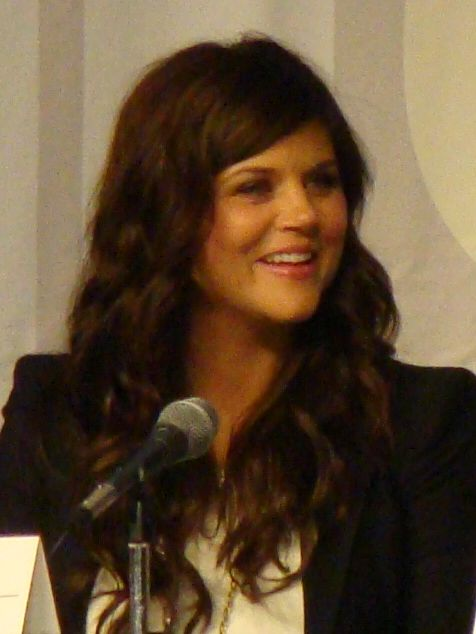
Tiffani Thiessen al San Diego Comic-Con International nel luglio del 2010

Dopo aver girato nel 2005 come regista il cortometraggio Just Pray, nel 2007 partecipa alla serie tv A proposito di Brian nel ruolo della scaltra donna d'affari Natasha Drew. Nello stesso anno è protagonista della miniserie televisiva Pandemic - Il virus della marea; la miniserie si aggiudicò nel 2007 un premio come miglior miniserie drammatica e ottenne un buon successo televisivo e di critica.
Nel 2008 Tiffani torna al cinema con il film Cyborg Soldier, nello stesso periodo rifiuta l'offerta di tornare nello spin off 90210. Dal 2009 interpreta Elizabeth Burke nella serie poliziesca White Collar, vestendo i panni di una intelligente moglie e organizzatrice di eventi.
Dal 2012 Tiffani presta la sua voce alla serie animata Jack e i pirati dell'Isola che non c'è.

## Vita privata
Dal 1992 al 1995 l'attrice ha avuto una relazione con il collega Brian Austin Green (David di Beverly Hills 90210), e ha avuto una relazione con l'attore David Strickland fino alla morte di quest'ultimo nel 1999. Tra il 2001 ed il 2003, ha convissuto con il collega Richard Ruccolo.
Il 9 luglio 2005 l'attrice è convolata a nozze a Montecito con l'attore Brady Smith. Tra i presenti alla cerimonia Tori Spelling, Jason Priestley e Lindsay Price. Nel novembre 2009, la Thiessen e suo marito Brady Smith hanno annunciato alla rivista statunitense People di aspettare il loro primo bambino. Il 15 giugno 2010 ha avuto la sua bambina Harper Renn Smith. Il 1º luglio 2015 nasce il secondo figlio Holt Fisher Smith.
Nell'ottobre 2010 ha inaugurato l'azienda PetitNest, della quale è fondatrice insieme a Lonni Paul. Da gennaio 2012 è anche il volto femminile di una campagna aziendale, ricoprendo per la seconda volta un ruolo da imprenditrice.

## Filmografia

### Cinema
- Mamma, ho trovato un fidanzato, regia di Steve Rash (1993)
- Speedway Junky, regia di Nickolas Perry (1999)
- Dal tramonto all'alba 2 - Texas, sangue e denaro, regia di Scott Spiegel (1999)
- Love Stinks, regia di Jeff Franklin (1999)
- Ivansxtc, regia di Bernard Rose (2000)
- The Ladies Man - L'idolo delle donne (The Ladies Man), regia di Reginald Hudlin (2000)
- Shriek - Hai impegni per venerdì 17?, regia di John Blanchard (2000)
- Hollywood Ending, regia di Woody Allen (2002)
- Cyborg Soldier, regia di John Stead (2008)

### Televisione
- Live-In - serie TV, episodio 1x06 (1989)
- Bayside School - serie TV, 75 episodi (1989-1993)
- Baby Sitter - serie TV, episodio 5x05 (1990)
- Sposati... con figli - serie TV, episodio 4x18 (1990)
- La famiglia Hogan (Valerie) - serie TV, episodi 6x01-6x02 (1990)
- Una bionda per papà - serie TV, episodio 1x20 (1992)
- Blossom - serie TV, episodio 2x23 (1992)
- Bayside School - Avventura hawaiana - film TV, regia di Don Barnhart (1992)
- The Powers That Be - serie TV, episodio 2x05 (1992)
- Chi ha ucciso mia figlia? (A Killer Among Friends) - film TV, regia di Charles Robert Carner (1992)
- Bayside School - Un anno dopo - serie TV, 18 episodi (1993-1994)
- La legge di Burke (Burke's Law) - serie TV, episodio 1x08 (1994)
- Bayside School - Matrimonio a Las Vegas - film TV, regia di Jeff Melman (1994)
- Beverly Hills 90210 - serie TV, 136 episodi (1994-2000)
- Uno sconosciuto accanto a me - film TV, regia di Sandor Stern (1995)
- La ragazza di tutti (She Fought Alone) - film TV, regia di Christopher Leitch (1995)
- Frammenti di passato - film TV, regia di Jack Bender (1996)
- La casa di Mary - film TV, regia di Michael Toshiyuki Uno (1996)
- Cupid - serie TV, episodio 1x14 (1999)
- NewsRadio - serie TV, episodio 5x15 (1999)
- Due ragazzi e una ragazza - serie TV, 8 episodi (2000)
- Everything But the Girl - episodio pilota scartato (2001)
- Just Shoot Me! - serie TV, episodi 6x05-6x06-6x07 (2001)
- Fastlane - serie TV, 22 episodi (2002-2003)
- Good Morning Miami - serie TV, 11 episodi (2003-2004)
- Stroller Wars - episodio pilota scartato (2006)
- Pandemic - Il virus della marea, regia di Armand Mastroianni – film TV (2007)
- A proposito di Brian - serie TV, 5 episodi (2007)
- White Collar - serie TV, 81 episodi, S1, S2, 3x01 (2009-2014)
- Polo Nord - La magica città del Natale (Northpole) - film TV, regia di Douglas Barr (2014)
- Alexa & Katie - serie TV (2018-2020)
- Saved by the Bell – serie TV, reboot (2020-2021)

### Videoclip
- You're a God dei Vertical Horizon (2000)

### Doppiatrice
- A Christmas Adventure ...From a Book Called Wisely's Tales, regia di Dale J. Sexton (2001)
- Jake e i pirati dell'Isola che non c'è - serie TV, 5 episodi (2012-2014)

### Regista
- Just Pray, cortometraggio (2005)

### Produttrice
- La casa di Mary, film TV (1996) - co-produttrice
- Just Pray, cortometraggio (2005)
- Dinner at Tiffani's, reality show (2014)

## Programmi TV
- Dinner at Tiffani's (2015-2017) – conduttrice
- Deliciousnessmtv (2020-in corso) – conduttrice

## Riconoscimenti
- Teen Choice Awards
  - 2003 – Candidatura alla migliore attrice in una serie TV drammatica, d'azione/avventura per Fastlane
- Young Artist Award
  - 1990 – Candidatura al miglior cast per Bayside School
  - 1992 – Candidatura alla migliore attrice esordiente per Bayside School
  - 1993 – Candidatura alla migliore attrice esordiente per Bayside School

## Doppiatrici italiane
Nelle versioni in italiano dei suoi film, Tiffani Thiessen è stata doppiata da:
- Barbara De Bortoli in Bayside School, Bayside School - Avventura hawaiana, Bayside School - Matrimonio a Las Vegas, Beverly Hills 90210, La ragazza di tutti, Frammenti di passato, Fastlane, A proposito di Brian, Pandemic - Il virus della marea, Alexa & Katie
- Tatiana Dessi in La casa di Mary
- Rossella Acerbo in Shriek - Hai impegni per venerdì 17?
- Eleonora De Angelis in White Collar
- Sonia Mazza in Northpole

## Curiosità
- La Thiessen vive a Los Angeles, ama i colori bianco e nero, e collabora con l'associazione ambientalista americana NRDC.
- Ha fondato una sua casa di produzione, la Tit4Tat Productions.
- Nel 2002 102 Sexiest in the World l'ha eletta la 95ª donna più sexy, mentre FHM l'ha definita la 15ª donna più sexy al mondo.
- Nel 2007 la redazione di AOL la elegge fra le 50 attrici più sexy delle serie televisive, classificandola al 26º posto.
- È stata eletta al 43º posto della classifica americana 100 Greatest teen Stars, classifica che ha eletto i migliori artisti dello spettacolo (cantanti, musicisti, attori) arrivati al successo in età adolescenziale.
- A dicembre 2018 è uscito il suo primo libro di cucina, Pull up a chair